# Паллотини
Паллоти́ни або ж офіційно Товариство Католицького Апостольства (лат. Societas Apostolatus Catholici, SAC) — римо-католицьке релігійне товариство (монаший орден), засноване Святим Вікентієм Паллотті в Римі. Його метою є місіонерська (апостольська) діяльність та посилення віри й християнської любові між католиками. Делегатура Матері Божої Фатімської в Україні підпорядковується Східній провінції Христа Царя — в Польщі.

## Історія створення
Паллотті проповідував, що кожна людина покликана до апостольства (не тільки духовенство, але і миряни) і на підставі заповіді любові повинна турбуватись про спасіння ближніх, так само як про своє власне. Доскладу Союзу Католицького Апостольства,  від моменту заснування, входять:
- Товариство Католицького Апостольства (отці паллотини)
- Згромадження Сестер Місіонерок Католицького Апостольства (сестри паллотинки).
- Згромадження Сестер Католицького Апостольства, та інші спільноти, які протягом часу приєднуються.

Ціллю Союзу є оживлення віри, розпалювання любові серед віруючих, а також поширення віри у всьому світі, щоб була одна отара й один Пастир (Ів. 10:16).
Фундаментом Союзу є — слова святого Апостола Павла: любов Христа спонукає нас (2 Кор. 5:14).
Покровителькою Союзу є Пресвята Діва Марія Цариця Апостолів.
Правління і духовний центр Союзу знаходиться у Римі в Домі Генерального правління Товариства Католицького Апостольства.
Союз Католицького Апостольства є міжнародним об'єднанням віруючих людей мирян та духовенства. Його діяльність офіційно затверджена Апостольським Престолом (затверджене 11 липня 1835 року Папою Григорієм XVI.)

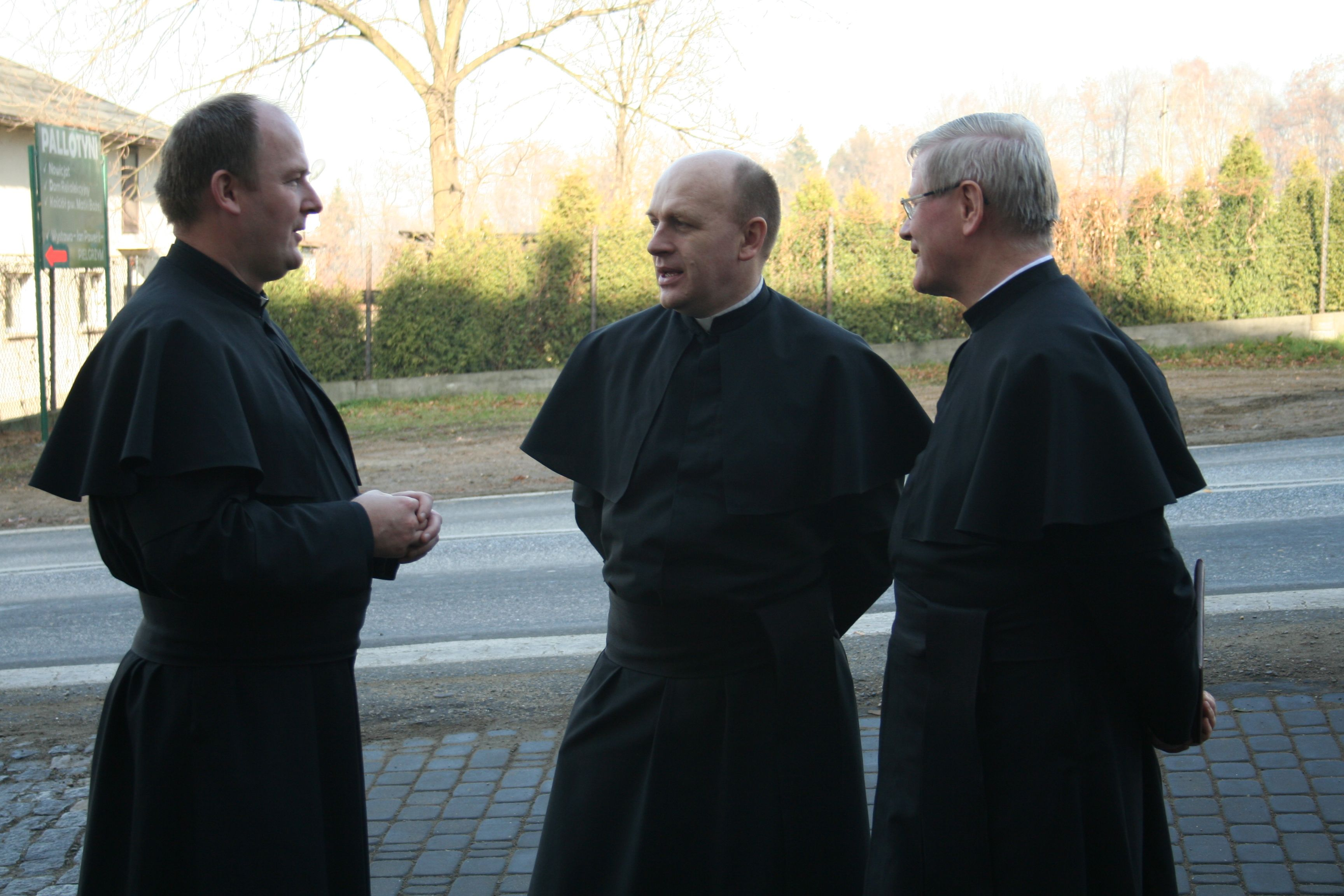
Отці паллотини

## Паллотини в Україні
Першим отцем-паллотином на Україні офіційно став о. Олександр Мілевський, помічник настоятеля катедрального собору в Житомирі, майбутнього єпископа Києво-Житомирської дієцезії о. Яна Пурвінського. Першу консекрацію в ордені паллотинів він склав в Римі 1 листопада 1989 року.
В кінці серпня 1990 року до Житомира з Польщі приїжджають два нововисвячені отці-паллотини: Ярослав Ольшевський SAC та Станіслав Фірут SAC. Посиляються отці в придбаному о. Олександром будинку, розташованому в районі під назвою Мальованка.
В 2003 році єпископ Ян Пурвінський офіційно передав парафію на Мальованці отцям-паллотинам.
Другим місцем, де почали свою діяльність отці-паллотини, був Довбиш. На початку 90-х років, під проводом о. Олександр Мілевський SAC, розпочато будівництво тимчасової каплиці, а пізніше великого костелу (1991-1995). Це місце стає осередком культу Матері Божої Фатімської. В 2000 році йому надано статус дієцезіального санктуарію. На початку праці в Довбиші о. Олександру SAC допомагає о. Станіслав Фірут SAC, з 1992 року настоятель парафії в Кам’яному Броді. 
В 1992 році створена делегатура SAC, яка підлягає провінції Христа Царя Всесвіту в Польщі. Покровителькою делегатури стає Матір Божа Фатімська. В цьому році паллотини починають працювати в двох нових парафіях Луцької дієцезії: в м. Сарни та в смт Рокитне. З часом навколо цих місць відкриваються нові парафії: в м. Дубровиця, м. Вараш, смт Томашгород, м. Клесів та с. Купеля.
В 1991 році з Польщі на допомогу отцям-паллотинам приїжджає о. Анджей Бафельтовський SAC. В 1992 році — о. Францішек Гомулчак SAC.  
З 1995 року приїжджають з Польщі о. Андрій Вальчук SAC, о.  Павел Прушинський SAC, о.  Веслав Пенський SAC, о. Марек Ксьонжак SAC, о. Леонард Ласота SAC, о. Петро Кубіцький SAC, о. Януш Гаврих SAC, о. Володимир Осіца SAC.
В 1997 році о. Анатолій Сіцінський SAC був першим висвяченим паллотином з України, який повністю пройшов паллотинську формацію. 
З 1992 року отці-паллотини починають працювати в  Одесі, Білогір’ї, Києві.
В 2000 році в Брюховичах (Львів) отці-паллотини відкривають семінарійний дім.
Отці-паллотини, родом з України (станом на 2016):
- о. Анатолій Сіцінський SAC
- о. Віктор Циран SAC
- о. Віктор Матушевський SAC
- о. Віталій Горбатих SAC
- о. Владислав Лукасевич SAC
- о. Павло Горай SAC
- о. Богдан Кушнір SAC
- о. Валентин Матушевський SAC
- о. Віталій Сілко SAC
- о. Валерій Дубина SAC
- о. В’ячеслав Гриневич SAC
- о. Євген Цимбалюк SAC
- о. Юрій Сіцінський SAC
- о. Віталій Вездецький SAC

Отці–паллотини родом з Польщі, які працюють в Україні (станом 2016):
- о. Ярослав Ольшевський SAC
- о. Станіслав Фірут SAC
- о. Станіслав Кантор SAC – Делегат Провінціала
- о. Вєслав Пенській SAC
- о. Петро Ворва SAC
- о. Вальдемар Павелєц SAC
- о. Адам Богуш SAC
- o. Павло Юрковській SAC
- о. Андрій Вальчук SAC

У 2017 році за антиукраїнську діяльність українськими правоохоронцями заборонено в’їзд на територію України члену католицького згромадження “Отців Паллотинів”, громадянину Республіки Польща Вєславу Пескі.